# Perisama whitelyi
Perisama whitelyi är en fjärilsart som beskrevs av Butler. Perisama whitelyi ingår i släktet Perisama och familjen praktfjärilar. Inga underarter finns listade i Catalogue of Life.